# Atheta crenuliventris
Atheta crenuliventris är en skalbaggsart som beskrevs av Max Bernhauer 1907. Atheta crenuliventris ingår i släktet Atheta och familjen kortvingar. Inga underarter finns listade i Catalogue of Life.